# 庫爾德 (烏克蘭)
50°29′10″N 34°18′53″E / 50.48611°N 34.31472°E
庫爾德（羅馬化：Kurdy）是位於烏克蘭東北部蘇梅州列別金區的舊村莊，隶属于原卡姆亞內村拉达，並於1988年被註銷。該村處於普肖爾河右岸，距離切爾內什基、博布羅韋和卡姆亞內1公里，1984年人口10。